# Phacelia crenulata
Phacelia crenulata är en strävbladig växtart som beskrevs av John Torrey och S. Wats. Phacelia crenulata ingår i Faceliasläktet som ingår i familjen strävbladiga växter.

## Underarter
Arten delas in i följande underarter:
- P. c. ambigua
- P. c. angustifolia
- P. c. minutiflora
- P. c. orbicularis

## Bildgalleri

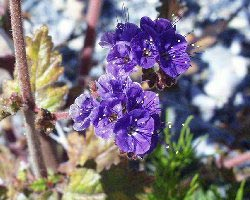
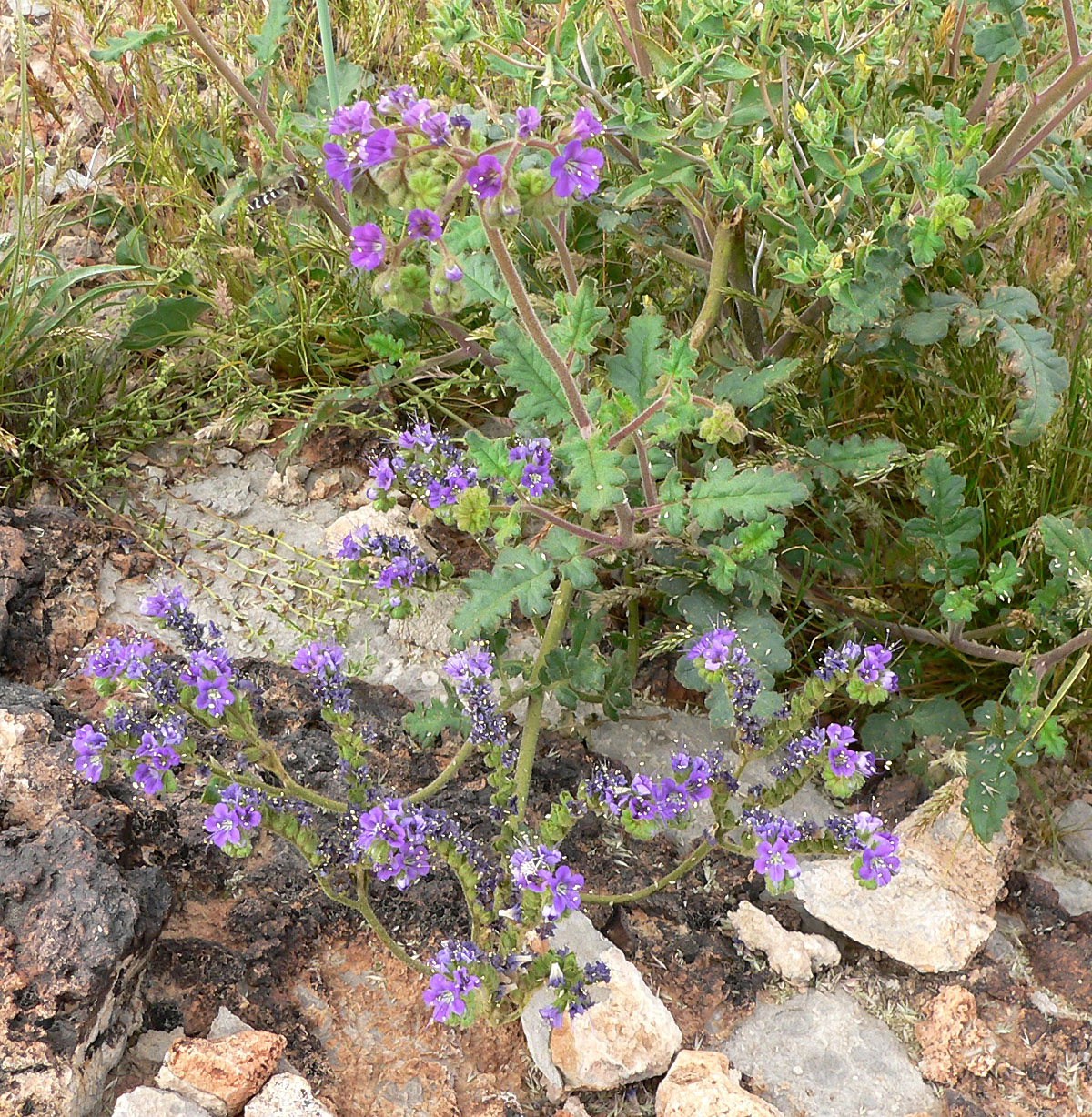
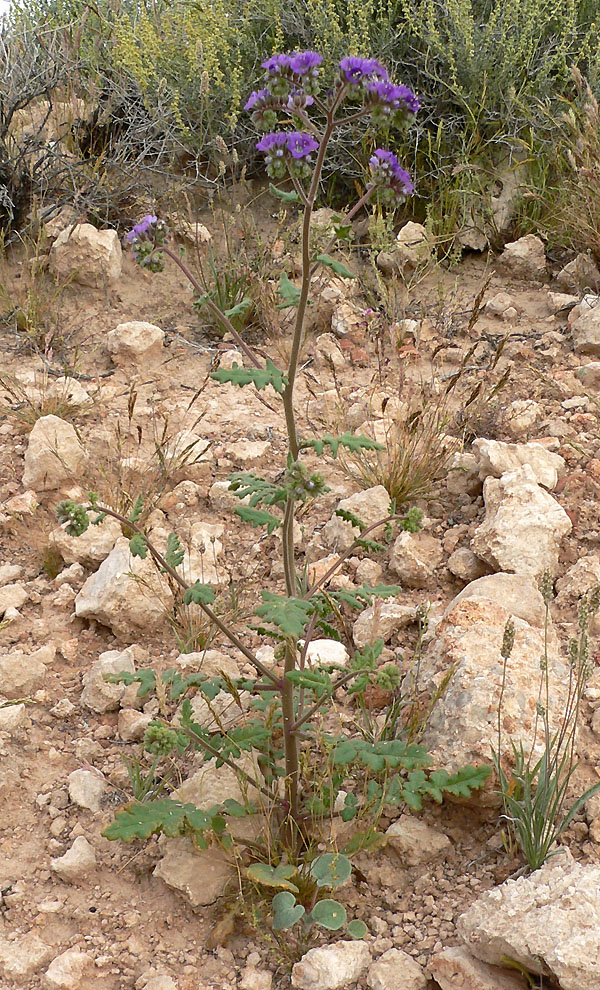
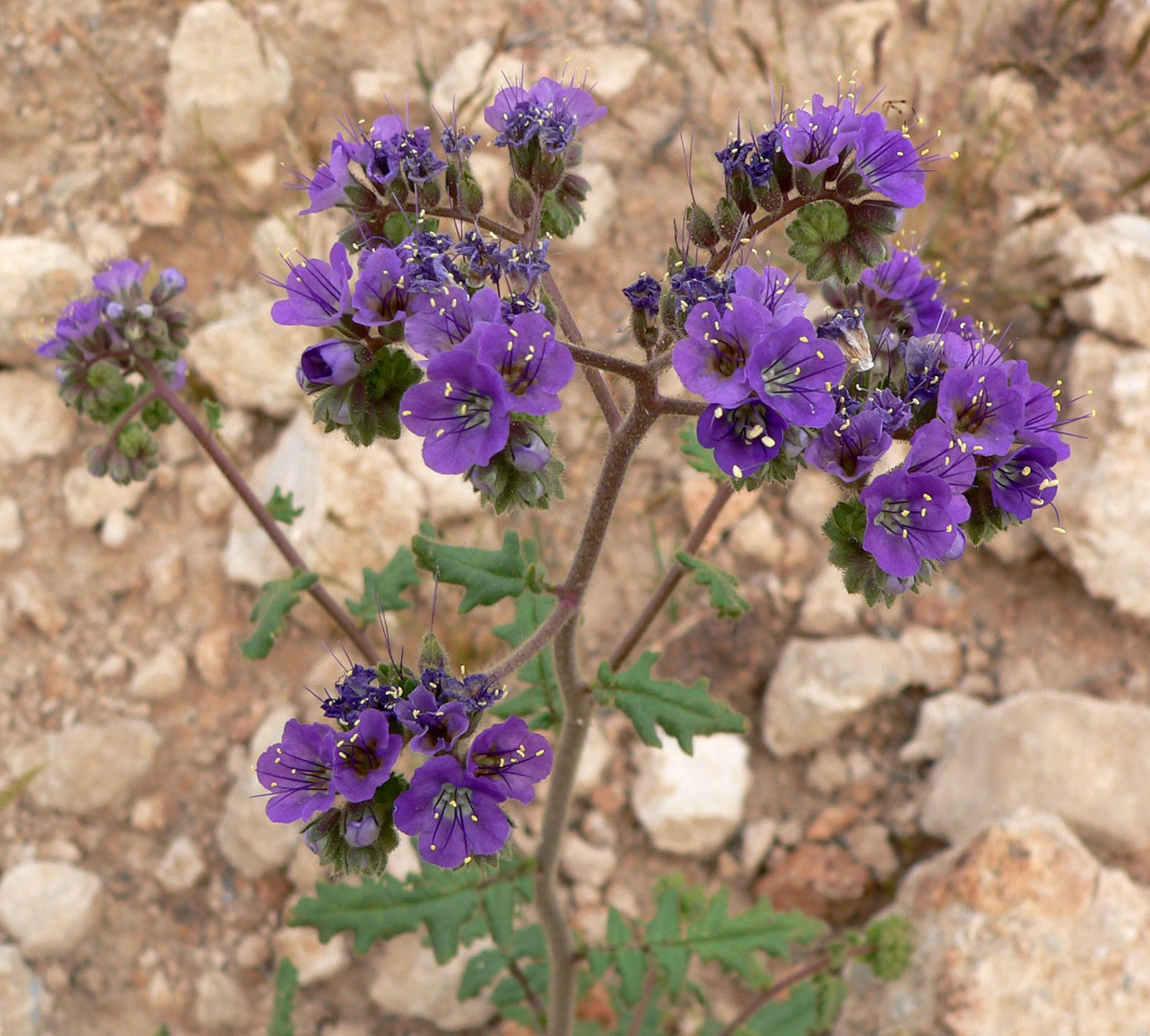
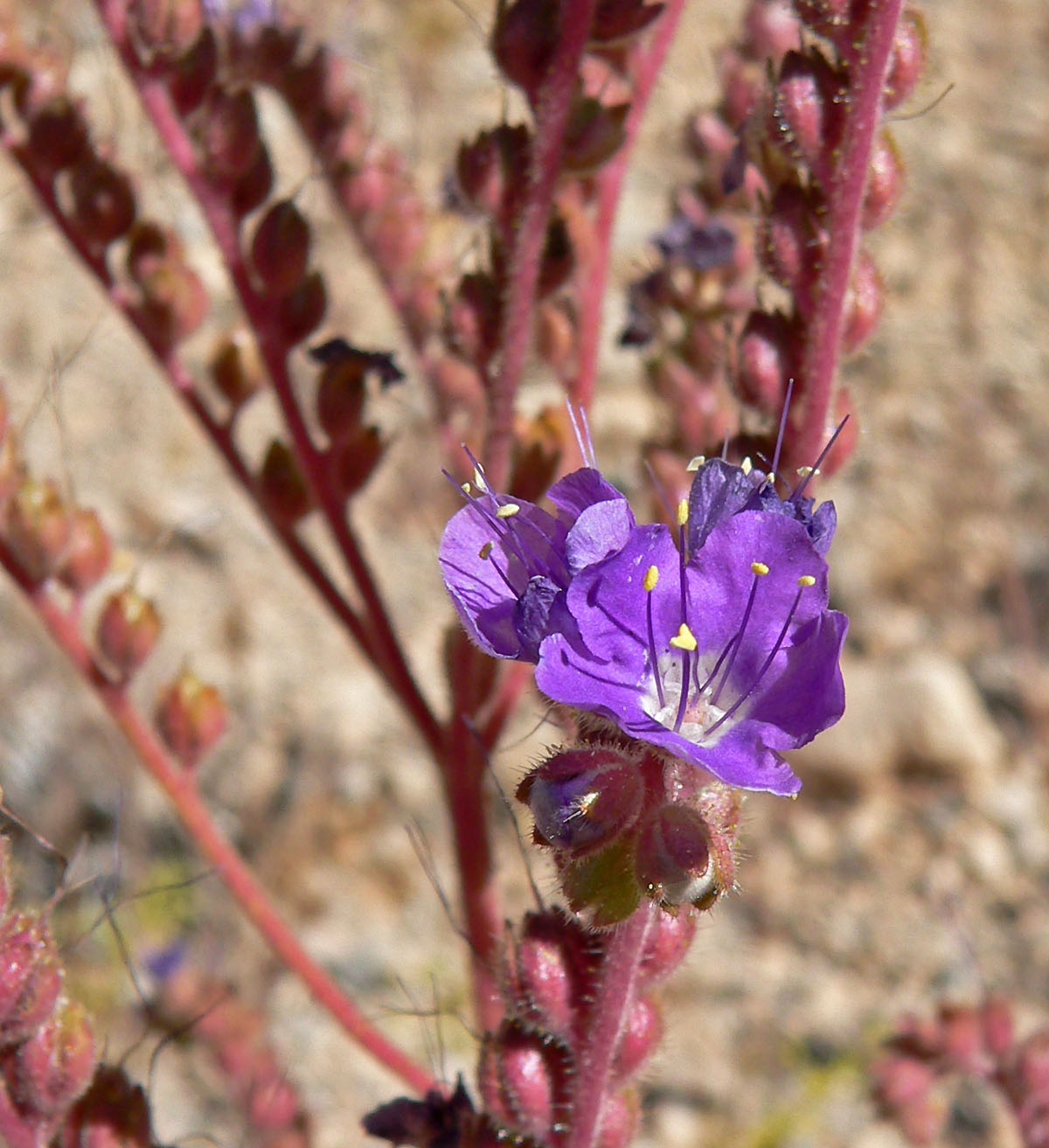
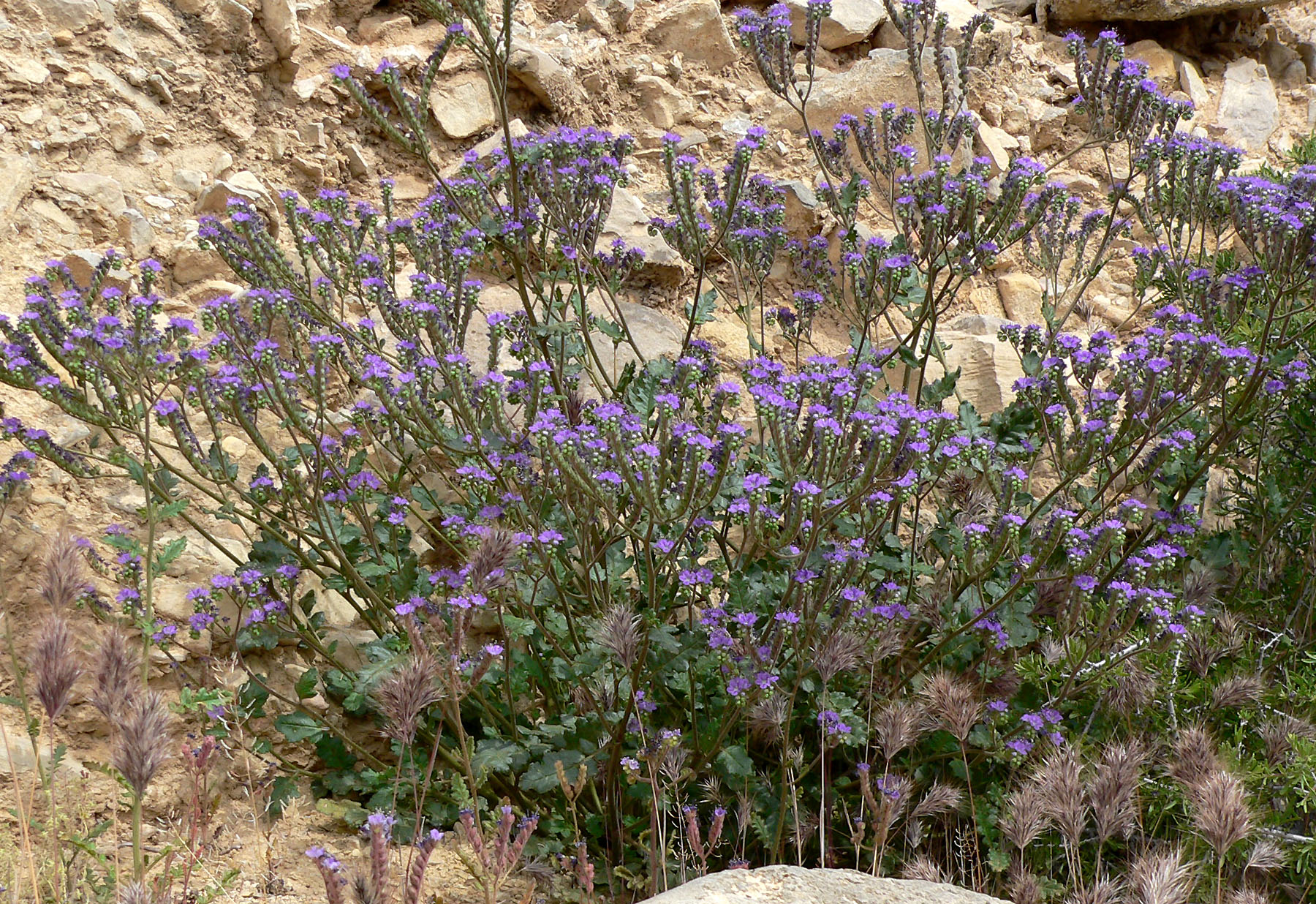